# Castilleja steyermarkii
Castilleja steyermarkii är en snyltrotsväxtart som beskrevs av Francis Whittier Pennell. Castilleja steyermarkii ingår i släktet målarborstar, och familjen snyltrotsväxter. Inga underarter finns listade i Catalogue of Life.